# Convocazioni per il campionato mondiale di calcio 1978
Elenco dei giocatori convocati da ciascuna Nazionale partecipante ai Mondiali di calcio 1978.
L'età dei giocatori è relativa al 1º giugno 1978, data di inizio della manifestazione.

## Gruppo 1

### Argentina
Commissario tecnico: César Luis Menotti
| N. | Pos. | Giocatore            | Data nascita (età)          | Pres. | Squadra             |
| -- | ---- | -------------------- | --------------------------- | ----- | ------------------- |
| 1  | C    | Norberto Alonso      | 4 gennaio 1953 (25 anni)    | 6     | River Plate         |
| 2  | C    | Osvaldo Ardiles      | 3 agosto 1952 (25 anni)     | 33    | Huracán             |
| 3  | P    | Héctor Baley         | 16 novembre 1950 (27 anni)  | 10    | Huracán             |
| 4  | C    | Daniel Bertoni       | 14 marzo 1955 (23 anni)     | 16    | Independiente       |
| 5  | P    | Ubaldo Fillol        | 21 luglio 1950 (27 anni)    | 7     | River Plate         |
| 6  | C    | Américo Gallego      | 25 aprile 1955 (23 anni)    | 34    | Newell's Old Boys   |
| 7  | D    | Luis Galván          | 24 febbraio 1948 (30 anni)  | 7     | Talleres de Córdoba |
| 8  | C    | Rubén Galván         | 7 aprile 1952 (26 anni)     | 6     | Independiente       |
| 9  | A    | René Houseman        | 19 luglio 1953 (24 anni)    | 41    | Huracán             |
| 10 | A    | Mario Kempes         | 15 luglio 1954 (23 anni)    | 24    | Valencia CF         |
| 11 | D    | Daniel Killer        | 21 settembre 1949 (28 anni) | 21    | Racing Club         |
| 12 | C    | Omar Larrosa         | 18 novembre 1947 (30 anni)  | 9     | Independiente       |
| 13 | P    | Ricardo Lavolpe      | 6 febbraio 1952 (26 anni)   | 8     | San Lorenzo         |
| 14 | A    | Leopoldo Luque       | 3 maggio 1949 (29 anni)     | 27    | River Plate         |
| 15 | D    | Jorge Olguín         | 17 maggio 1952 (26 anni)    | 22    | San Lorenzo         |
| 16 | A    | Oscar Ortiz          | 8 aprile 1953 (25 anni)     | 15    | River Plate         |
| 17 | C    | Miguel Oviedo        | 12 ottobre 1950 (27 anni)   | 6     | Talleres de Córdoba |
| 18 | D    | Rubén Pagnanini      | 31 gennaio 1949 (29 anni)   | 4     | Independiente       |
| 19 | D    | Daniel Passarella    | 25 maggio 1953 (25 anni)    | 18    | River Plate         |
| 20 | D    | Alberto Tarantini    | 3 settembre 1955 (22 anni)  | 26    | Boca Juniors        |
| 21 | A    | José Daniel Valencia | 3 ottobre 1955 (22 anni)    | 16    | Talleres de Córdoba |
| 22 | C    | Ricardo Villa        | 18 agosto 1952 (25 anni)    | 13    | Racing Club         |

N.B.: La Nazionale argentina numerò i giocatori secondo l'ordine alfabetico, anziché per ruolo.

### Francia
Commissario tecnico: Michel Hidalgo
| N. | Pos. | Giocatore                  | Data nascita (età)          | Pres. | Squadra       |
| -- | ---- | -------------------------- | --------------------------- | ----- | ------------- |
| 1  | P    | Dominique Baratelli        | 26 settembre 1947 (30 anni) | 18    | Nice          |
| 2  | D    | Patrick Battiston          | 12 marzo 1957 (21 anni)     | 5     | Metz          |
| 3  | D    | Maxime Bossis              | 26 giugno 1955 (22 anni)    | 11    | Nantes        |
| 4  | D    | Gérard Janvion             | 21 agosto 1953 (24 anni)    | 15    | Saint-Étienne |
| 5  | D    | François Bracci            | 3 novembre 1951 (26 anni)   | 15    | Marseille     |
| 6  | D    | Christian Lopez            | 15 marzo 1953 (25 anni)     | 12    | Saint-Étienne |
| 7  | D    | Patrice Rio                | 15 agosto 1948 (29 anni)    | 15    | Nantes        |
| 8  | D    | Marius Trésor              | 15 gennaio 1950 (28 anni)   | 36    | Marseille     |
| 9  | C    | Dominique Bathenay         | 13 febbraio 1954 (24 anni)  | 12    | Saint-Étienne |
| 10 | C    | Jean-Marc Guillou          | 20 settembre 1945 (32 anni) | 18    | Nice          |
| 11 | C    | Henri Michel               | 28 ottobre 1947 (30 anni)   | 52    | Nantes        |
| 12 | C    | Claude Papi                | 16 aprile 1949 (29 anni)    | 2     | Bastia        |
| 13 | C    | Jean Petit                 | 25 settembre 1949 (28 anni) | 3     | AS Monaco     |
| 14 | A    | Marc Berdoll               | 6 aprile 1953 (25 anni)     | 10    | Marseille     |
| 15 | C    | Michel Platini             | 21 giugno 1955 (22 anni)    | 15    | Nancy         |
| 16 | A    | Christian Dalger           | 19 settembre 1949 (28 anni) | 5     | AS Monaco     |
| 17 | A    | Bernard Lacombe            | 15 agosto 1952 (25 anni)    | 14    | Lyon          |
| 18 | A    | Dominique Rocheteau        | 14 gennaio 1955 (23 anni)   | 10    | Saint-Étienne |
| 19 | A    | Didier Six                 | 21 agosto 1954 (23 anni)    | 15    | Lens          |
| 20 | A    | Olivier Rouyer             | 1º settembre 1955 (22 anni) | 9     | Nancy         |
| 21 | P    | Jean-Paul Bertrand-Demanes | 23 maggio 1952 (26 anni)    | 9     | Nantes        |
| 22 | P    | Dominique Dropsy           | 9 settembre 1951 (26 anni)  | 0     | Strasbourg    |

### Ungheria
Commissario tecnico: Lajos Baróti
| N. | Pos. | Giocatore       | Data nascita (età)          | Pres. | Squadra              |
| -- | ---- | --------------- | --------------------------- | ----- | -------------------- |
| 1  | P    | Sándor Gujdár   | 8 novembre 1951 (26 anni)   | 19    | Budapest Honvéd FC   |
| 2  | D    | Péter Török     | 18 aprile 1951 (27 anni)    | 29    | Vasas Budapest       |
| 3  | D    | István Kocsis   | 6 ottobre 1949 (28 anni)    | 6     | Budapest Honvéd FC   |
| 4  | D    | József Tóth     | 2 settembre 1951 (26 anni)  | 25    | Újpest FC            |
| 5  | C    | Sándor Zombori  | 31 ottobre 1951 (26 anni)   | 16    | Vasas Budapest       |
| 6  | D    | Zoltán Kereki   | 13 luglio 1953 (24 anni)    | 24    | Szombathelyi Haladás |
| 7  | A    | László Fazekas  | 15 ottobre 1947 (30 anni)   | 71    | Újpest FC            |
| 8  | C    | Tibor Nyilasi   | 18 gennaio 1955 (23 anni)   | 26    | Ferencvaros          |
| 9  | A    | András Törőcsik | 1º maggio 1955 (23 anni)    | 11    | Újpest FC            |
| 10 | C    | Sándor Pintér   | 18 luglio 1950 (27 anni)    | 32    | Budapest Honvéd FC   |
| 11 | A    | Béla Várady     | 12 aprile 1953 (25 anni)    | 28    | Vasas Budapest       |
| 12 | D    | Győző Martos    | 15 settembre 1949 (28 anni) | 11    | Ferencvaros          |
| 13 | C    | Károly Csapó    | 23 febbraio 1952 (26 anni)  | 5     | Tatabanyai BSK       |
| 14 | D    | László Bálint   | 1º febbraio 1948 (30 anni)  | 54    | Ferencvaros          |
| 15 | D    | Tibor Rab       | 2 ottobre 1955 (22 anni)    | 11    | Ferencvaros          |
| 16 | C    | István Halász   | 12 ottobre 1951 (26 anni)   | 3     | Tatabanyai BSK       |
| 17 | A    | László Pusztai  | 1º marzo 1946 (32 anni)     | 22    | Ferencvaros          |
| 18 | C    | László Nagy     | 21 ottobre 1949 (28 anni)   | 21    | Újpest FC            |
| 19 | A    | András Tóth     | 5 settembre 1949 (28 anni)  | 14    | Újpest FC            |
| 20 | C    | Ferenc Fülöp    | 22 febbraio 1955 (23 anni)  | 0     | MTK Hungária FC      |
| 21 | P    | Ferenc Mészáros | 11 aprile 1950 (28 anni)    | 13    | Vasas Budapest       |
| 22 | P    | László Kovács   | 24 aprile 1951 (27 anni)    | 13    | Videoton FC Fehérvár |

### Italia
Commissario tecnico: Enzo Bearzot
| N. | Pos. | Giocatore            | Data nascita (età)          | Pres. | Squadra        |
| -- | ---- | -------------------- | --------------------------- | ----- | -------------- |
| 1  | P    | Dino Zoff            | 28 febbraio 1942 (36 anni)  | -     | Juventus       |
| 2  | D    | Mauro Bellugi        | 7 febbraio 1950 (28 anni)   | -     | Bologna        |
| 3  | D    | Antonio Cabrini      | 8 ottobre 1957 (20 anni)    | -     | Juventus       |
| 4  | D    | Antonello Cuccureddu | 4 ottobre 1949 (28 anni)    | -     | Juventus       |
| 5  | D    | Claudio Gentile      | 27 settembre 1953 (24 anni) | -     | Juventus       |
| 6  | D    | Aldo Maldera         | 14 ottobre 1953 (24 anni)   | -     | Milan          |
| 7  | D    | Lionello Manfredonia | 27 novembre 1956 (21 anni)  | -     | Lazio          |
| 8  | D    | Gaetano Scirea       | 25 maggio 1953 (25 anni)    | -     | Juventus       |
| 9  | C    | Giancarlo Antognoni  | 1º aprile 1954 (24 anni)    | -     | Fiorentina     |
| 10 | C    | Romeo Benetti        | 20 ottobre 1945 (32 anni)   | -     | Juventus       |
| 11 | C    | Eraldo Pecci         | 12 aprile 1955 (23 anni)    | -     | Torino         |
| 12 | P    | Paolo Conti          | 1º aprile 1950 (28 anni)    | -     | Roma           |
| 13 | C    | Patrizio Sala        | 16 giugno 1955 (22 anni)    | -     | Torino         |
| 14 | C    | Marco Tardelli       | 24 settembre 1954 (23 anni) | -     | Juventus       |
| 15 | C    | Renato Zaccarelli    | 18 gennaio 1951 (27 anni)   | -     | Torino         |
| 16 | C    | Franco Causio        | 1º febbraio 1949 (29 anni)  | -     | Juventus       |
| 17 | C    | Claudio Sala         | 8 settembre 1947 (30 anni)  | -     | Torino         |
| 18 | A    | Roberto Bettega      | 27 dicembre 1950 (27 anni)  | -     | Juventus       |
| 19 | A    | Francesco Graziani   | 16 settembre 1952 (25 anni) | -     | Torino         |
| 20 | A    | Paolo Pulici         | 27 aprile 1950 (28 anni)    | -     | Torino         |
| 21 | A    | Paolo Rossi          | 23 settembre 1956 (21 anni) | -     | L.R. Vicenza   |
| 22 | P    | Ivano Bordon         | 13 aprile 1951 (27 anni)    | -     | Internazionale |

I calciatori venivano alfabetizzati in ordine numerico per ordine di ruolo. I portieri indossarono le classiche casacche 1, 12 e 22.

## Gruppo 2

### Messico
Commissario tecnico: José Antonio Roca
| N. | Pos. | Giocatore             | Data nascita (età)          | Pres. | Squadra                 |
| -- | ---- | --------------------- | --------------------------- | ----- | ----------------------- |
| 1  | P    | José Pilar Reyes      | 12 ottobre 1955 (22 anni)   | -     | UANL Tigres             |
| 2  | D    | Manuel Nájera         | 20 settembre 1952 (25 anni) | -     | Universidad Guadalajara |
| 3  | D    | Alfredo Tena Garduño  | 21 novembre 1956 (21 anni)  | -     | Club América            |
| 4  | D    | Eduardo Ramos         | 8 novembre 1949 (28 anni)   | -     | Chivas                  |
| 5  | D    | Arturo Vázquez Ayala  | 26 giugno 1949 (28 anni)    | -     | Pumas                   |
| 6  | C    | Guillermo Mendizábal  | 8 ottobre 1954 (23 anni)    | -     | Cruz Azul               |
| 7  | C    | Antonio de la Torre   | 21 settembre 1951 (26 anni) | -     | Club América            |
| 8  | A    | Enrique López Zarza   | 25 ottobre 1957 (20 anni)   | -     | Pumas                   |
| 9  | A    | Víctor Rangel         | 11 marzo 1957 (21 anni)     | -     | Chivas                  |
| 10 | A    | Cristóbal Ortega      | 25 luglio 1956 (21 anni)    | -     | Club América            |
| 11 | A    | Hugo Sánchez          | 11 luglio 1958 (19 anni)    | -     | Pumas                   |
| 12 | D    | Jesús Martínez        | 7 giugno 1952 (25 anni)     | -     | Club América            |
| 13 | D    | Rigoberto Cisneros    | 15 agosto 1953 (24 anni)    | -     | Club Toluca             |
| 14 | D    | Carlos Gómez Casillas | 16 agosto 1952 (25 anni)    | -     | AC León                 |
| 15 | D    | Ignacio Flores        | 31 luglio 1953 (24 anni)    | -     | Cruz Azul               |
| 16 | C    | Javier Cárdenas       | 8 settembre 1952 (25 anni)  | -     | Club Toluca             |
| 17 | C    | Leonardo Cuéllar      | 14 gennaio 1952 (26 anni)   | -     | Pumas                   |
| 18 | C    | Gerardo Lugo          | 13 marzo 1955 (23 anni)     | -     | Atlante                 |
| 19 | A    | Hugo René Rodríguez   | 14 marzo 1959 (19 anni)     | -     | Laguna Torreón          |
| 20 | A    | Mario Medina          | 2 settembre 1952 (25 anni)  | -     | Club Toluca             |
| 21 | A    | Raúl Isiordia         | 22 settembre 1952 (25 anni) | -     | Atlético Español México |
| 22 | P    | Pedro Soto            | 22 ottobre 1952 (25 anni)   | -     | Club América            |

### Polonia
Commissario tecnico: Jacek Gmoch
| N. | Pos. | Giocatore            | Data nascita (età)          | Pres. | Squadra                        |
| -- | ---- | -------------------- | --------------------------- | ----- | ------------------------------ |
| 1  | P    | Jan Tomaszewski      | 9 gennaio 1948 (30 anni)    | -     | ŁKS Łódź                       |
| 2  | A    | Włodzimierz Mazur    | 18 aprile 1954 (24 anni)    | -     | Zagłębie Sosnowiec             |
| 3  | D    | Henryk Maculewicz    | 24 aprile 1950 (28 anni)    | -     | Wisła Kraków                   |
| 4  | D    | Antoni Szymanowski   | 13 gennaio 1951 (27 anni)   | -     | Wisła Kraków                   |
| 5  | C    | Adam Nawałka         | 23 ottobre 1957 (20 anni)   | -     | Wisła Kraków                   |
| 6  | D    | Jerzy Gorgoń         | 18 luglio 1949 (28 anni)    | -     | Górnik Zabrze                  |
| 7  | A    | Andrzej Iwan         | 10 novembre 1959 (18 anni)  | -     | Wisła Kraków                   |
| 8  | C    | Henryk Kasperczak    | 10 luglio 1946 (31 anni)    | -     | Stal Mielec                    |
| 9  | D    | Władysław Żmuda      | 6 giugno 1954 (23 anni)     | -     | Slask Wroklaw                  |
| 10 | D    | Wojciech Rudy        | 24 ottobre 1952 (25 anni)   | -     | Zagłębie Sosnowiec             |
| 11 | C    | Bohdan Masztaler     | 19 settembre 1949 (28 anni) | -     | ŁKS Łódź                       |
| 12 | C    | Kazimierz Deyna      | 23 ottobre 1947 (30 anni)   | -     | Legia Varsavia                 |
| 13 | D    | Janusz Kupcewicz     | 9 settembre 1955 (22 anni)  | -     | Arka Gdynia                    |
| 14 | D    | Mirosław Justek      | 23 settembre 1948 (29 anni) | -     | Lech Poznań                    |
| 15 | C    | Marek Kusto          | 29 aprile 1954 (24 anni)    | -     | Legia Warszawa                 |
| 16 | A    | Grzegorz Lato        | 8 aprile 1950 (28 anni)     | -     | Stal Mielec                    |
| 17 | A    | Andrzej Szarmach     | 3 ottobre 1950 (27 anni)    | -     | Stal Mielec                    |
| 18 | C    | Zbigniew Boniek      | 3 marzo 1956 (22 anni)      | -     | Widzew Łódź                    |
| 19 | A    | Włodzimierz Lubański | 28 febbraio 1947 (31 anni)  | -     | K.S.C. Lokeren Oost-Vlaanderen |
| 20 | D    | Roman Wójcicki       | 8 gennaio 1958 (20 anni)    | -     | Odra Opole                     |
| 21 | P    | Zygmunt Kukla        | 21 gennaio 1948 (30 anni)   | -     | Stal Mielec                    |
| 22 | P    | Zdzisław Kostrzewa   | 26 ottobre 1955 (22 anni)   | -     | Zagłębie Sosnowiec             |

### Tunisia
Commissario tecnico: Abdelmajid Chetali
| N. | Pos. | Giocatore            | Data nascita (età)          | Pres. | Squadra                  |
| -- | ---- | -------------------- | --------------------------- | ----- | ------------------------ |
| 1  | P    | Sadok Sassi          | 15 novembre 1945 (32 anni)  | -     | Club Africain            |
| 2  | D    | Mokhtar Dhouieb      | 23 marzo 1952 (26 anni)     | -     | CS Sfaxien               |
| 3  | D    | Ali Kaabi            | 15 novembre 1953 (24 anni)  | -     | COT Tunis                |
| 4  | C    | Khaled Gasmi         | 8 aprile 1953 (25 anni)     | -     | Club Bizerta             |
| 5  | D    | Mohsen Labidi        | 15 gennaio 1954 (24 anni)   | -     | Stade Tunis              |
| 6  | C    | Néjib Ghommidh       | 12 marzo 1953 (25 anni)     | -     | Club Africain            |
| 7  | A    | Témime Lahzami       | 1º gennaio 1949 (29 anni)   | -     | Al-Ittihad               |
| 8  | C    | Mohamed Ben Rehaiem  | 20 marzo 1951 (27 anni)     | -     | CS Sfaxien               |
| 9  | A    | Mohamed Akid         | 5 luglio 1949 (28 anni)     | -     | CS Sfaxien               |
| 10 | C    | Tarak Dhiab          | 15 luglio 1954 (23 anni)    | -     | Espérance                |
| 11 | A    | Abderraouf Ben Aziza | 23 settembre 1953 (24 anni) | -     | Étoile Sportive du Sahel |
| 12 | C    | Khemais Labidi       | 30 agosto 1950 (27 anni)    | -     | JS Kairouan              |
| 13 | A    | Néjib Liman          | 12 giugno 1953 (24 anni)    | -     | Stade Tunis              |
| 14 | A    | Slah Karoui          | 11 settembre 1951 (26 anni) | -     | Étoile Sportive du Sahel |
| 15 | A    | Mohamed Ben Mouza    | 5 aprile 1954 (24 anni)     | -     | Club Africain            |
| 16 | A    | Ohman Chehaibi       | 23 settembre 1954 (23 anni) | -     | JS Kairouan              |
| 17 | D    | Ridha El Louze       | 27 aprile 1953 (25 anni)    | -     | Sfax Railways Sports     |
| 18 | D    | Kamel Chebli         | 9 marzo 1954 (24 anni)      | -     | Club Africain            |
| 19 | A    | Mokhtar Hasni        | 19 marzo 1952 (26 anni)     | -     | La Louviére              |
| 20 | D    | Amor Jebali          | 24 settembre 1956 (21 anni) | -     | AS Marsa                 |
| 21 | P    | Lamine Ben Aziza     | 10 novembre 1952 (25 anni)  | -     | Étoile Sportive du Sahel |
| 22 | P    | Mokhtar Naili        | 3 settembre 1953 (24 anni)  | -     | Club Africain            |

### Germania Ovest
Commissario tecnico: Helmut Schön
| N. | Pos. | Giocatore                | Data nascita (età)          | Pres. | Squadra                  |
| -- | ---- | ------------------------ | --------------------------- | ----- | ------------------------ |
| 1  | P    | Sepp Maier               | 28 febbraio 1944 (34 anni)  | -     | Bayern München           |
| 2  | D    | Berti Vogts              | 30 settembre 1946 (31 anni) | -     | Borussia Mönchengladbach |
| 3  | D    | Bernard Dietz            | 22 marzo 1948 (30 anni)     | -     | Duisburg                 |
| 4  | D    | Rolf Rüssmann            | 13 ottobre 1950 (27 anni)   | -     | Schalke 04               |
| 5  | D    | Manfred Kaltz            | 6 gennaio 1953 (25 anni)    | -     | Amburgo                  |
| 6  | C    | Rainer Bonhof            | 29 marzo 1952 (26 anni)     | -     | Borussia Mönchengladbach |
| 7  | C    | Rüdiger Abramczik        | 18 febbraio 1956 (22 anni)  | -     | Schalke 04               |
| 8  | D    | Herbert Zimmermann       | 1º luglio 1954 (23 anni)    | -     | FC Köln                  |
| 9  | A    | Klaus Fischer            | 27 settembre 1949 (28 anni) | -     | Schalke 04               |
| 10 | C    | Heinz Flohe              | 28 gennaio 1948 (30 anni)   | -     | FC Köln                  |
| 11 | A    | Karl-Heinz Rummenigge    | 25 settembre 1955 (22 anni) | -     | Bayern Monaco            |
| 12 | D    | Hans-Georg Schwarzenbeck | 3 aprile 1948 (30 anni)     | -     | Bayern Monaco            |
| 13 | D    | Harald Konopka           | 18 novembre 1952 (25 anni)  | -     | FC Köln                  |
| 14 | A    | Dieter Müller            | 1º aprile 1954 (24 anni)    | -     | FC Köln                  |
| 15 | C    | Erich Beer               | 9 settembre 1946 (31 anni)  | -     | Hertha Berlin            |
| 16 | C    | Bernhard Cullmann        | 1º novembre 1949 (28 anni)  | -     | FC Köln                  |
| 17 | A    | Bernd Hölzenbein         | 9 marzo 1946 (32 anni)      | -     | Eintracht Frankfurt      |
| 18 | C    | Gerd Zewe                | 13 giugno 1950 (27 anni)    | -     | Fortuna Düsseldorf       |
| 19 | A    | Ronald Worm              | 7 ottobre 1953 (24 anni)    | -     | Duisburg                 |
| 20 | C    | Hansi Müller             | 27 luglio 1957 (20 anni)    | -     | Stoccarda                |
| 21 | P    | Rudolf Kargus            | 15 agosto 1952 (25 anni)    | -     | Amburgo                  |
| 22 | P    | Dieter Burdenski         | 26 novembre 1950 (27 anni)  | -     | Werder Bremen            |

## Gruppo 3

### Austria
Commissario tecnico: Helmut Senekowitsch
| N. | Pos. | Giocatore             | Data nascita (età)          | Pres. | Squadra             |
| -- | ---- | --------------------- | --------------------------- | ----- | ------------------- |
| 1  | P    | Friedrich Koncilia    | 25 febbraio 1948 (30 anni)  | 37    | SSW Innsbruck       |
| 2  | D    | Robert Sara           | 9 giugno 1946 (31 anni)     | 37    | Austria Wien        |
| 3  | D    | Erich Obermayer       | 23 gennaio 1953 (25 anni)   | 10    | Austria Wien        |
| 4  | D    | Gerhard Breitenberger | 14 ottobre 1954 (23 anni)   | 11    | VÖEST Linz          |
| 5  | D    | Bruno Pezzey          | 3 febbraio 1955 (23 anni)   | 25    | SSW Innsbruck       |
| 6  | C    | Roland Hattenberger   | 7 settembre 1948 (29 anni)  | 23    | Stoccarda           |
| 7  | C    | Josef Hickersberger   | 27 aprile 1948 (30 anni)    | 33    | Fortuna Düsseldorf  |
| 8  | C    | Herbert Prohaska      | 8 agosto 1955 (22 anni)     | 27    | Austria Wien        |
| 9  | A    | Hans Krankl           | 14 febbraio 1953 (25 anni)  | 34    | Rapid Wien          |
| 10 | A    | Wilhelm Kreuz         | 29 maggio 1949 (29 anni)    | 35    | Feyenoord           |
| 11 | C    | Kurt Jara             | 14 ottobre 1950 (27 anni)   | 29    | Duisburg            |
| 12 | C    | Eduard Krieger        | 16 settembre 1946 (31 anni) | 20    | Club Bruges         |
| 13 | C    | Günther Happich       | 28 gennaio 1952 (26 anni)   | 4     | Wiener Sportclub    |
| 14 | D    | Heinrich Strasser     | 26 ottobre 1948 (29 anni)   | 20    | Admira/Wacker       |
| 15 | D    | Heribert Weber        | 28 giugno 1955 (22 anni)    | 7     | Sturm Graz          |
| 16 | D    | Peter Persidis        | 8 marzo 1947 (31 anni)      | 7     | Rapid Wien          |
| 17 | A    | Franz Oberacher       | 24 marzo 1954 (24 anni)     | 3     | SSW Innsbruck       |
| 18 | A    | Walter Schachner      | 1º febbraio 1957 (21 anni)  | 6     | DSV Alpine Donawitz |
| 19 | A    | Hans Pirkner          | 25 marzo 1946 (32 anni)     | 18    | Austria Wien        |
| 20 | C    | Ernst Baumeister      | 22 gennaio 1957 (21 anni)   | 1     | Austria Wien        |
| 21 | P    | Erwin Fuchsbichler    | 27 marzo 1952 (26 anni)     | 2     | VÖEST Linz          |
| 22 | P    | Hubert Baumgartner    | 25 febbraio 1955 (23 anni)  | 1     | Austria Wien        |

### Brasile
Commissario tecnico: Cláudio Coutinho
| N. | Pos. | Giocatore        | Data nascita (età)          | Pres. | Squadra          |
| -- | ---- | ---------------- | --------------------------- | ----- | ---------------- |
| 1  | P    | Leão             | 11 luglio 1949 (28 anni)    | -     | Palmeiras        |
| 2  | D    | Toninho          | 7 giugno 1948 (29 anni)     | -     | Flamengo         |
| 3  | D    | Oscar            | 20 giugno 1954 (23 anni)    | -     | Ponte Preta      |
| 4  | D    | Amaral           | 25 settembre 1954 (23 anni) | -     | Guarani          |
| 5  | C    | Toninho Cerezo   | 21 aprile 1955 (23 anni)    | -     | Atlético Mineiro |
| 6  | D    | Edinho           | 5 giugno 1955 (22 anni)     | -     | Fluminense       |
| 7  | A    | Zé Sérgio        | 8 marzo 1957 (21 anni)      | -     | São Paulo        |
| 8  | C    | Zico             | 3 marzo 1953 (25 anni)      | -     | Flamengo         |
| 9  | A    | Reinaldo         | 11 gennaio 1957 (21 anni)   | -     | Atlético Mineiro |
| 10 | A    | Rivelino         | 1º gennaio 1946 (32 anni)   | -     | Fluminense       |
| 11 | C    | Dirceu           | 15 giugno 1952 (25 anni)    | -     | Vasco da Gama    |
| 12 | P    | Carlos           | 4 marzo 1956 (22 anni)      | -     | Ponte Preta      |
| 13 | D    | Nelinho          | 26 luglio 1950 (27 anni)    | -     | Cruzeiro         |
| 14 | D    | Abel             | 1º settembre 1952 (25 anni) | -     | Vasco da Gama    |
| 15 | D    | Polozzi          | 1º ottobre 1955 (22 anni)   | -     | Ponte Preta      |
| 16 | D    | Rodrigues Neto   | 6 settembre 1949 (28 anni)  | -     | Botafogo         |
| 17 | C    | Batista          | 8 marzo 1955 (23 anni)      | -     | Internacional    |
| 18 | A    | Gil              | 24 settembre 1950 (27 anni) | -     | Botafogo         |
| 19 | C    | Jorge Mendonça   | 6 giugno 1954 (23 anni)     | -     | Palmeiras        |
| 20 | A    | Roberto Dinamite | 13 aprile 1954 (24 anni)    | -     | Vasco da Gama    |
| 21 | C    | Chicão           | 30 gennaio 1949 (29 anni)   | -     | São Paulo        |
| 22 | P    | Valdir Peres     | 2 febbraio 1951 (27 anni)   | -     | São Paulo        |

### Spagna
Commissario tecnico: Ladislao Kubala
| N. | Pos. | Giocatore             | Data nascita (età)          | Pres. | Squadra           |
| -- | ---- | --------------------- | --------------------------- | ----- | ----------------- |
| 1  | P    | Luis Arconada         | 26 giugno 1954 (23 anni)    | -     | Real Sociedad     |
| 2  | D    | Antonio de la Cruz    | 7 maggio 1947 (31 anni)     | -     | Barcellona        |
| 3  | C    | Francisco Javier Uría | 1º febbraio 1950 (28 anni)  | -     | Sporting de Gijón |
| 4  | C    | Juan Manuel Asensi    | 23 settembre 1949 (28 anni) | -     | Barcellona        |
| 5  | D    | Migueli               | 19 settembre 1951 (26 anni) | -     | Barcellona        |
| 6  | D    | Antonio Biosca        | 8 settembre 1949 (28 anni)  | -     | Real Betis        |
| 7  | A    | Dani                  | 28 giugno 1951 (26 anni)    | -     | Athletic Bilbao   |
| 8  | A    | Juanito               | 10 novembre 1954 (23 anni)  | -     | Real Madrid       |
| 9  | A    | Quini                 | 23 settembre 1949 (28 anni) | -     | Sporting de Gijón |
| 10 | A    | Santillana            | 23 agosto 1952 (25 anni)    | -     | Real Madrid       |
| 11 | C    | Julio Cardeñosa       | 27 ottobre 1949 (28 anni)   | -     | Real Betis        |
| 12 | C    | Antonio Guzmán        | 2 settembre 1953 (24 anni)  | -     | Rayo Vallecano    |
| 13 | P    | Miguel Ángel          | 24 settembre 1947 (30 anni) | -     | Real Madrid       |
| 14 | A    | Eugenio Leal          | 13 maggio 1953 (25 anni)    | -     | Atlético Madrid   |
| 15 | A    | Rafael Marañón        | 23 luglio 1948 (29 anni)    | -     | RCD Espanyol      |
| 16 | D    | Antonio Olmo          | 18 gennaio 1954 (24 anni)   | -     | Barcellona        |
| 17 | D    | Marcelino             | 13 agosto 1955 (22 anni)    | -     | Atlético Madrid   |
| 18 | D    | Pirri                 | 11 marzo 1945 (33 anni)     | -     | Real Madrid       |
| 19 | A    | Carles Rexach         | 13 gennaio 1947 (31 anni)   | -     | Barcellona        |
| 20 | A    | Rubén Cano            | 5 febbraio 1951 (27 anni)   | -     | Atlético Madrid   |
| 21 | C    | Isidoro San José      | 27 ottobre 1956 (21 anni)   | -     | Real Madrid       |
| 22 | P    | Javier Urruticoechea  | 17 febbraio 1952 (26 anni)  | -     | RCD Espanyol      |

### Svezia
Commissario tecnico: Georg Ericson
| N. | Pos. | Giocatore          | Data nascita (età)          | Pres. | Squadra                |
| -- | ---- | ------------------ | --------------------------- | ----- | ---------------------- |
| 1  | P    | Ronnie Hellström   | 21 febbraio 1949 (29 anni)  | -     | Kaiserslautern         |
| 2  | D    | Hasse Borg         | 4 agosto 1953 (24 anni)     | -     | Eintracht Braunschweig |
| 3  | D    | Roy Andersson      | 2 agosto 1949 (28 anni)     | -     | Malmö FF               |
| 4  | D    | Björn Nordqvist    | 6 ottobre 1942 (35 anni)    | -     | IFK Göteborg           |
| 5  | D    | Ingemar Erlandsson | 16 novembre 1957 (20 anni)  | -     | Malmö FF               |
| 6  | C    | Staffan Tapper     | 10 luglio 1948 (29 anni)    | -     | Malmö FF               |
| 7  | C    | Anders Linderoth   | 21 marzo 1950 (28 anni)     | -     | Olympique de Marseille |
| 8  | A    | Bo Larsson         | 5 maggio 1944 (34 anni)     | -     | Malmö FF               |
| 9  | C    | Lennart Larsson    | 9 luglio 1953 (24 anni)     | -     | Schalke 04             |
| 10 | C    | Thomas Sjöberg     | 6 luglio 1952 (25 anni)     | -     | Malmö FF               |
| 11 | A    | Benny Wendt        | 4 novembre 1950 (27 anni)   | -     | Kaiserslautern         |
| 12 | P    | Göran Hagberg      | 8 novembre 1947 (30 anni)   | -     | Östers IF              |
| 13 | D    | Magnus Andersson   | 23 aprile 1958 (20 anni)    | -     | Malmö FF               |
| 14 | C    | Ronald Åhman       | 31 gennaio 1957 (21 anni)   | -     | Örebro                 |
| 15 | A    | Torbjörn Nilsson   | 9 luglio 1954 (23 anni)     | -     | IFK Göteborg           |
| 16 | A    | Conny Torstensson  | 28 agosto 1949 (28 anni)    | -     | FC Zürich              |
| 17 | P    | Jan Möller         | 17 settembre 1953 (24 anni) | -     | Malmö FF               |
| 18 | C    | Olle Nordin        | 23 novembre 1949 (28 anni)  | -     | IFK Göteborg           |
| 19 | D    | Kent Karlsson      | 25 novembre 1945 (32 anni)  | -     | IFK Eskilstuna         |
| 20 | D    | Roland Andersson   | 28 marzo 1950 (28 anni)     | -     | Malmö FF               |
| 21 | A    | Sanny Åslund       | 29 agosto 1952 (25 anni)    | -     | AIK                    |
| 22 | A    | Ralf Edström       | 7 ottobre 1952 (25 anni)    | -     | IFK Göteborg           |

## Gruppo 4

### Iran
Commissario tecnico: Heshmat Mohajerani
| N. | Pos. | Giocatore            | Data nascita (età)          | Pres. | Squadra           |
| -- | ---- | -------------------- | --------------------------- | ----- | ----------------- |
| 1  | P    | Nasser Hejazi        | 14 settembre 1949 (28 anni) | -     | Shahbaz F.C.      |
| 2  | C    | Iraj Danaeifard      | 19 marzo 1951 (27 anni)     | -     | Taj               |
| 3  | A    | Behtash Fariba       | 11 febbraio 1955 (23 anni)  | -     | Pas F.C.          |
| 4  | A    | Majid Bishkar        | 6 agosto 1956 (21 anni)     | -     | Rastakhiz F.C.    |
| 5  | D    | Javad Allahverdi     | 16 luglio 1954 (23 anni)    | -     | Persepolis F.C.   |
| 6  | C    | Hassan Nayebagha     | 17 settembre 1950 (27 anni) | -     | Homa F.C.         |
| 7  | C    | Ali Parvin           | 12 ottobre 1946 (31 anni)   | -     | Persepolis F.C.   |
| 8  | C    | Ebrahim Ghasempour   | 24 agosto 1956 (21 anni)    | -     | Shahbaz F.C.      |
| 9  | C    | Mohammad Sadeghi     | 17 marzo 1951 (27 anni)     | -     | Pas F.C.          |
| 10 | A    | Hassan Rowshan       | 2 giugno 1955 (22 anni)     | -     | Taj               |
| 11 | D    | Ali Reza Ghesghayan  | 27 febbraio 1954 (24 anni)  | -     | Bargh Shiraz F.C. |
| 12 | P    | Bahram Mavaddat      | 30 gennaio 1950 (28 anni)   | -     | Sepahan F.C.      |
| 13 | A    | Hamid-Majid Tajmuri  | 3 giugno 1953 (24 anni)     | -     | Shahbaz F.C.      |
| 14 | D    | Hassan Nazari        | 19 agosto 1955 (22 anni)    | -     | Taj               |
| 15 | D    | Andranik Eskandarian | 30 settembre 1951 (26 anni) | -     | Taj               |
| 16 | A    | Nasser Nouraei       | 9 luglio 1956 (21 anni)     | -     | Homa F.C.         |
| 17 | A    | Ghafour Jahani       | 18 giugno 1950 (27 anni)    | -     | Malavan F.C.      |
| 18 | A    | Hossain Faraki       | 19 aprile 1956 (22 anni)    | -     | Pas F.C.          |
| 19 | D    | Ali Shojaei          | 23 marzo 1953 (25 anni)     | -     | Sepahan F.C.      |
| 20 | A    | Nasrollah Abdollahi  | 2 settembre 1951 (26 anni)  | -     | Shahbaz F.C.      |
| 21 | D    | Hossein Kazerani     | 4 aprile 1948 (30 anni)     | -     | Pas F.C.          |
| 22 | P    | Rasoul Korbekandi    | 27 gennaio 1953 (25 anni)   | -     | F.C. Zob Ahan     |

### Paesi Bassi
Commissario tecnico:  Ernst Happel
| N. | Pos. | Giocatore            | Data nascita (età)          | Pres. | Squadra          |
| -- | ---- | -------------------- | --------------------------- | ----- | ---------------- |
| 1  | P    | Piet Schrijvers      | 15 settembre 1946 (31 anni) | 16    | Ajax             |
| 2  | D    | Jan Poortvliet       | 21 settembre 1955 (22 anni) | 1     | PSV              |
| 3  | C    | Dick Schoenaker      | 30 novembre 1952 (25 anni)  | 0     | Ajax             |
| 4  | D    | Adrie van Kraay      | 1º agosto 1953 (24 anni)    | 13    | PSV              |
| 5  | D    | Ruud Krol            | 24 marzo 1949 (29 anni)     | 52    | Ajax             |
| 6  | C    | Wim Jansen           | 28 ottobre 1946 (31 anni)   | 50    | Feyenoord        |
| 7  | C    | Piet Wildschut       | 25 ottobre 1957 (20 anni)   | 1     | Twente           |
| 8  | P    | Jan Jongbloed        | 25 novembre 1940 (37 anni)  | 19    | Roda JC          |
| 9  | C    | Arie Haan            | 16 novembre 1948 (29 anni)  | 24    | Anderlecht       |
| 10 | C    | René van de Kerkhof  | 16 settembre 1951 (26 anni) | 20    | PSV              |
| 11 | C    | Willy van de Kerkhof | 16 settembre 1951 (26 anni) | 18    | PSV              |
| 12 | A    | Rob Rensenbrink      | 3 luglio 1947 (30 anni)     | 34    | Anderlecht       |
| 13 | C    | Johan Neeskens       | 15 settembre 1951 (26 anni) | 38    | Barcellona       |
| 14 | C    | Johan Boskamp        | 21 ottobre 1948 (29 anni)   | 1     | Molenbeek        |
| 15 | D    | Hugo Hovenkamp       | 5 ottobre 1950 (27 anni)    | 7     | AZ Alkmaar       |
| 16 | A    | Johnny Rep           | 25 novembre 1951 (26 anni)  | 23    | SEC Bastia       |
| 17 | D    | Wim Rijsbergen       | 18 gennaio 1952 (26 anni)   | 25    | Feyenoord        |
| 18 | A    | Dick Nanninga        | 17 gennaio 1949 (29 anni)   | 1     | Roda JC          |
| 19 | P    | Pim Doesburg         | 28 ottobre 1943 (34 anni)   | 2     | Sparta Rotterdam |
| 20 | D    | Wim Suurbier         | 16 gennaio 1945 (33 anni)   | 56    | Schalke 04       |
| 21 | A    | Harry Lubse          | 23 settembre 1951 (26 anni) | 1     | PSV              |
| 22 | D    | Ernie Brandts        | 3 febbraio 1956 (22 anni)   | 1     | PSV              |

All'ultimo momento Hugo Hovenkamp fu costretto a rinunciare al torneo. Essendo già scaduto il tempo limite per operare cambi alla lista dei convocati, la squadra olandese dovette portare in Argentina solo 21 giocatori.
N.B. Alcuni giocatori si tennero i numeri delle casacche del 1974.

### Perù
Commissario tecnico: Marcos Calderón
| N. | Pos. | Giocatore           | Data nascita (età)          | Pres. | Squadra                     |
| -- | ---- | ------------------- | --------------------------- | ----- | --------------------------- |
| 1  | P    | Ottorino Sartor     | 18 settembre 1945 (32 anni) | -     | Colegio Nacional de Iquitos |
| 2  | D    | Jaime Duarte        | 27 febbraio 1955 (23 anni)  | -     | Alianza Lima                |
| 3  | D    | Rodolfo Manzo       | 5 giugno 1949 (28 anni)     | -     | Deportivo Municipal         |
| 4  | D    | Héctor Chumpitaz    | 12 aprile 1944 (34 anni)    | -     | Sporting Cristal            |
| 5  | D    | Rubén Toribio Díaz  | 17 aprile 1952 (26 anni)    | -     | Sporting Cristal            |
| 6  | C    | José Velásquez      | 4 giugno 1952 (25 anni)     | -     | Alianza Lima                |
| 7  | A    | Juan José Muñante   | 4 maggio 1952 (26 anni)     | -     | Pumas                       |
| 8  | C    | César Cueto         | 16 giugno 1952 (25 anni)    | -     | Alianza Lima                |
| 9  | C    | Percy Rojas         | 16 settembre 1949 (28 anni) | -     | Sporting Cristal            |
| 10 | C    | Teófilo Cubillas    | 8 marzo 1949 (29 anni)      | -     | Alianza Lima                |
| 11 | A    | Juan Carlos Oblitas | 16 febbraio 1951 (27 anni)  | -     | Sporting Cristal            |
| 12 | A    | Roberto Mosquera    | 21 giugno 1956 (21 anni)    | -     | Sporting Cristal            |
| 13 | P    | Juan Cáceres        | 27 settembre 1949 (28 anni) | -     | Alianza Lima                |
| 14 | D    | José Navarro        | 24 settembre 1948 (29 anni) | -     | Sporting Cristal            |
| 15 | C    | Germán Leguía       | 2 gennaio 1954 (24 anni)    | -     | Deportivo Municipal         |
| 16 | C    | Raúl Gorriti        | 10 ottobre 1956 (21 anni)   | -     | Sporting Cristal            |
| 17 | C    | Alfredo Quesada     | 22 settembre 1949 (28 anni) | -     | Sporting Cristal            |
| 18 | C    | Ernesto Labarthe    | 2 giugno 1956 (21 anni)     | -     | Sport Boys                  |
| 19 | A    | Guillermo La Rosa   | 6 giugno 1952 (25 anni)     | -     | Alianza Lima                |
| 20 | A    | Hugo Sotil          | 18 maggio 1948 (30 anni)    | -     | Alianza Lima                |
| 21 | P    | Ramón Quiroga       | 23 luglio 1950 (27 anni)    | -     | Sporting Cristal            |
| 22 | D    | Roberto Rojas       | 26 ottobre 1955 (22 anni)   | -     | Alianza Lima                |

### Scozia
Commissario tecnico: Ally MacLeod
| N. | Pos. | Giocatore       | Data nascita (età)          | Pres. | Squadra           |
| -- | ---- | --------------- | --------------------------- | ----- | ----------------- |
| 1  | P    | Alan Rough      | 25 novembre 1951 (26 anni)  | -     | Partick Thistle   |
| 2  | D    | Sandy Jardine   | 31 dicembre 1948 (29 anni)  | -     | Rangers           |
| 3  | D    | Willie Donachie | 5 ottobre 1951 (26 anni)    | -     | Manchester City   |
| 4  | D    | Martin Buchan   | 6 marzo 1949 (29 anni)      | -     | Manchester Utd    |
| 5  | D    | Gordon McQueen  | 26 giugno 1952 (25 anni)    | -     | Manchester Utd    |
| 6  | C    | Bruce Rioch     | 6 settembre 1947 (30 anni)  | -     | Derby County      |
| 7  | C    | Don Masson      | 26 agosto 1949 (28 anni)    | -     | Derby County      |
| 8  | A    | Kenny Dalglish  | 4 marzo 1951 (27 anni)      | -     | Liverpool         |
| 9  | A    | Joe Jordan      | 15 settembre 1951 (26 anni) | -     | Manchester Utd    |
| 10 | C    | Asa Hartford    | 24 ottobre 1950 (27 anni)   | -     | Manchester City   |
| 11 | C    | Willie Johnston | 19 settembre 1946 (31 anni) | -     | West Bromwich     |
| 12 | P    | Jim Blyth       | 2 febbraio 1955 (23 anni)   | -     | Coventry City     |
| 13 | D    | Stuart Kennedy  | 31 maggio 1953 (25 anni)    | -     | Aberdeen          |
| 14 | D    | Tom Forsyth     | 23 gennaio 1949 (29 anni)   | -     | Rangers           |
| 15 | C    | Archie Gemmill  | 24 marzo 1947 (31 anni)     | -     | Nottingham Forest |
| 16 | A    | Lou Macari      | 7 giugno 1949 (28 anni)     | -     | Manchester Utd    |
| 17 | A    | Derek Johnstone | 4 novembre 1953 (24 anni)   | -     | Rangers           |
| 18 | C    | Graeme Souness  | 6 maggio 1953 (25 anni)     | -     | Liverpool         |
| 19 | A    | John Robertson  | 20 gennaio 1953 (25 anni)   | -     | Nottingham Forest |
| 20 | P    | Bobby Clark     | 26 settembre 1945 (32 anni) | -     | Aberdeen          |
| 21 | A    | Joe Harper      | 11 gennaio 1948 (30 anni)   | -     | Aberdeen          |
| 22 | D    | Kenny Burns     | 23 settembre 1953 (24 anni) | -     | Nottingham Forest |